# وینچفیلد
وینچفیلد (به انگلیسی: Winchfield) یک روستا و محله مدنی در بریتانیا است که در Hart واقع شده‌است. وینچفیلد ۶۶۴ نفر جمعیت دارد.